# Penelopides mindorensis
El cálao chico de Mindoro (Penelopides mindorensis) es una especie de ave bucerotiforme de la familia Bucerotidae endémica de la isla filipina de Mindoro. Se halla en peligro de extinción. No se reconocen subespecies.